# Sven Schuchardt
Sven Schuchardt (* 23. Juli 1972 in Neuss) ist ein ehemaliger deutscher Fußballspieler und heutiger -trainer. Im Januar 2023 wurde er Cheftrainer des 1. FC Bocholt, sein Engagement dort endete jedoch nach nur einem Monat.

## Karriere als Spieler
Schuchardt wurde in Neuss geboren und begann das Fußballspielen beim VfR Büttgen. Über die SG Kaarst kam er in die Jugendabteilung von Schwarz-Weiß Essen, wo er in der Saison 93/94 den Sprung in die erste Mannschaft schaffte. Anschließend spielte er für zwei Jahre beim Liga-Rivalen FC Remscheid und in der Folge ebenfalls zwei Jahre für die zweite Mannschaft von Fortuna Düsseldorf. Am 21. August 1996 stand er, ohne zum Einsatz zu kommen, zudem im Bundesliga-Kader der ersten Mannschaft bei einem Auswärtsspiel bei Borussia Dortmund.
Zur Saison 98/99 wechselte Schuchardt zum Zweitligisten KFC Uerdingen 05, stieg mit ihm jedoch zum Saisonende in die Regionalliga ab, wo er noch ein weiteres Jahr für den Verein spielte. In Uerdingen war sein Trainer Peter Vollmann, der ihn zu seinen nächsten Stationen Fortuna Köln und Eintracht Braunschweig mitnahm. In der Saison 2001/02 erreichte Schuchardt mit Braunschweig den Aufstieg in die 2. Bundesliga.
Zum Ausklang seiner Karriere spielte er ab 2003 für ein Jahr im Amateurbereich beim SC Kapellen-Erft. Hierzu hatte ihn sein damaliger Nachbar, der ehemalige Fußballprofi Horst Steffen, überredet.

## Karriere als Trainer
Nach seinem Karriereende als Spieler wurde Schuchardt 2006 zunächst Jugendtrainer bei seinem letzten Verein SC Kapellen-Erft und ab 2007 für zwei Jahre Trainer der ersten Mannschaft. Ab 2009 arbeitete er für elf Jahre im Nachwuchsleistungszentrum von Borussia Mönchengladbach in verschiedenen Rollen. Während dieser Zeit absolvierte er auch seine Ausbildung zum Fußballtrainer, in deren Rahmen er bei seinem ehemaligen Verein KFC Uerdingen unter Trainer Stefan Krämer ein Praktikum machte. Im März 2019 erhielt er nach zehn Monaten Ausbildung an der Hennes-Weisweiler-Akademie seine Fußball-Lehrer-Lizenz, die der UEFA-Pro-Lizenz entspricht.
Im September 2020 verließ er Mönchengladbach, um als Trainer im Jugend- und Reserveteambereich des österreichischen Erstligisten FC Admira Wacker Mödling zu arbeiten, u. a. assistierte er hierbei als Co-Trainer dem Cheftrainer der zweiten Mannschaft, dem ehemaligen deutschen Nationalspieler Patrick Helmes. Zum Jahresende 2021 verließ er die Admira auf eigenen Wunsch, um in seine Heimat zurückzukehren. Zum 1. Januar 2023 wurde er vom Regionalligisten 1. FC Bocholt als neuer Cheftrainer und Nachfolger von Interimscoach Marcus John verpflichtet. Doch bereits am 3. Februar 2023 nahm das Präsidium des 1. FC Bocholt ein Rücktrittsangebot von Schuchardt an, sodass sein Engagement endete, weil beide Seiten unterschiedliche Auffassungen über die sportliche Ausrichtung feststellten.
Zur Saison 2023/24 wechselte Schuchardt in das Nachwuchsleistungszentrum des Zweitligisten Fortuna Düsseldorf. Dort ist er aktuell Trainer der U16, die in der B-Junioren-Niederrheinliga spielt.